# Wissens-Spektrum
Wissens-Spektrum ist ein Familienspiel, das 1984 von den ASS Altenburg-Stralsunder Spielkarten-Fabriken veröffentlicht wurde. Es handelt sich um ein traditionelles Wissensspiel, das in seiner Art an Spiele wie Trivial Pursuit erinnert. Zu dem Spiel wurden zahlreiche Ergänzungspakete mit zusätzlichen und teilweise themenbezogenen Fragepaketen angeboten.

## Thema und Ausstattung
Das Spiel Wissens-Spektrum ist ein klassisches Wissens-Brettspiel. Ziel des Spiels ist es entsprechend, möglichst viele Fragen aus verschiedenen Wissensgebieten korrekt zu beantworten und auf diese Weise den „Stein der Weisen“ zu erringen.

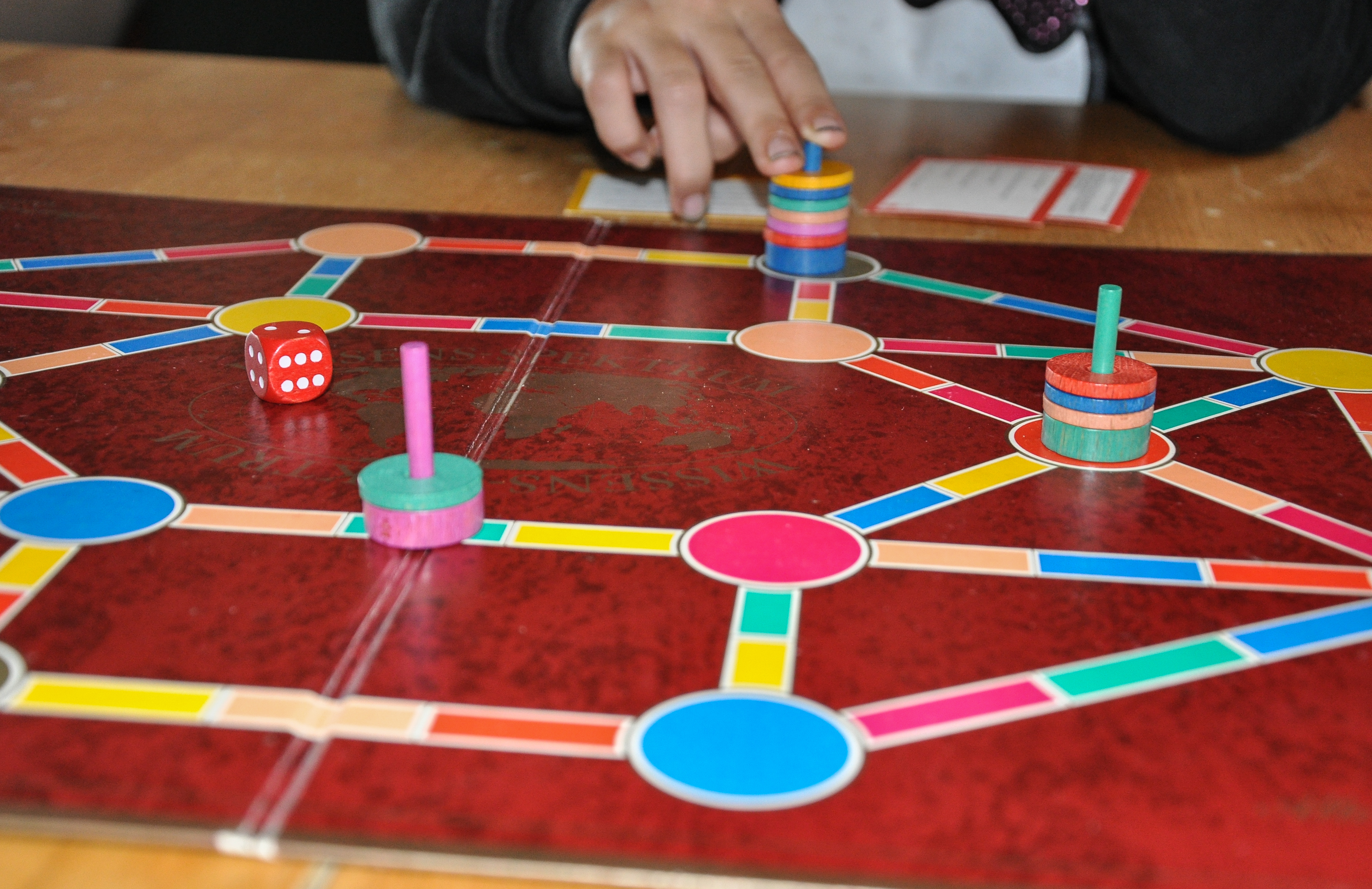
Spielmaterial

Neben der Spieleanleitung besteht das Grundspiel aus
- einem rechteckigen Spielplan
- 6 Stielsteinen
- 36 Ringen in 6 Farben
- einem Würfel
- 1008 Frage- und Antwortkarten aus 6 Wissensgebieten:
  - Allgemeinwissen: rosa
  - Geographie: grün
  - Geschichte: blau
  - Kunst: violett
  - Naturwissenschaften: gelb
  - Sport: rot

## Spielweise
Das Spiel kann sowohl mit Einzelspielern wie mit Mannschaften gespielt werden. Die Spieler suchen sich zu Beginn des Spiels eine Spielfarbe aus und bekommen die entsprechende Spielfigur. Diese Figuren werden in die Mitte des Spielplans gestellt auf die dortige Weltkarte gestellt. Danach wird mit dem Würfel der Startspieler bestimmt, die Zugreihenfolge erfolgt im Uhrzeigersinn.
Der Startspieler sucht sich ein Wissensgebiet und damit eines der großen runden Felder im inneren Ring des Spielplans aus und stellt seine Spielfigur dort auf. Der Spieler rechts von Startspieler zieht eine entsprechende Fragekarte und der Spieler bestimmt durch einen Würfelwurf die Frage. Beantwortet er die Frage richtig, bekommt er die Karte und darf erneut würfeln, um seine Figur zu bewegen. Auch auf dem Zielfeld bekommt er eine Frage entsprechend der dortigen Farbe gestellt und darf diese beantworten. Er bleibt so lange an der Reihe, bis er eine Frage nicht beantworten kann. Die goldenen Felder sind Joker, auf denen sich der Spieler ein Wissensgebiet aussuchen kann. Dabei bekommt er, wenn er sich auf einem der großen runden Felder befindet, bei einer falschen Antwort eine zweite Chance und darf erneut würfeln. Zeigt der Würfel die gleiche Zahl wie vorher oder kann der Spieler auch die zweite Frage nicht beantworten, beendet er seinen Zug und der nächste Spieler ist an der Reihe.

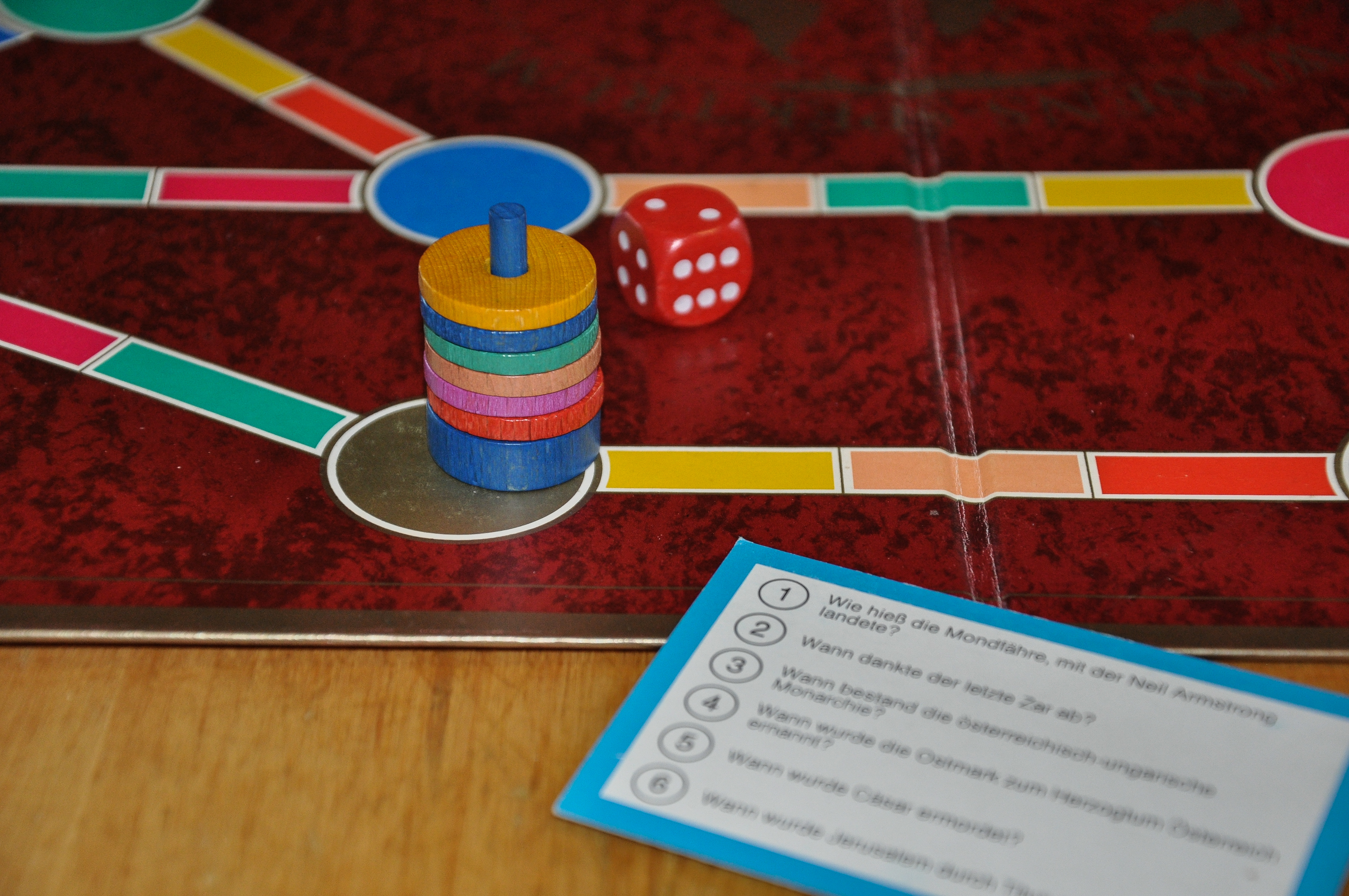
Spielfigur mit allen sechs Ringen auf dem goldenen Jokerfeld

Sobald ein Spieler drei Fragekarten einer Farbe gesammelt hat, darf er diese gegen einen entsprechenden Farbring austauschen und diesen auf seine Figur aufstecken. Hat ein Spieler Ringe in allen sechs Farben gesammelt, muss er seinen Spielstein auf ein Jokerfeld bringen und dort eine abschließende Frage aus einem von seinen Mitspielern gewählten Wissensbereich beantworten. Gelingt ihm dies nicht, muss er in der nächsten Runde das Feld verlassen und es erneut erreichen; Beantwortet er die Abschlussfrage, hat er das Spiel gewonnen.

## Erweiterungen und Neuauflage
Zu dem Ur-Spiel Wissensspektrum erschienen drei Nachfüll-Pakete mit jeweils drei zusätzlichen Fragekategorien:
1. Nachfüll-Paket:
- Deutsche Geschichte
- Reisen
- Die Welt der Motorisierung

2. Nachfüll-Paket:
- Olympia
- Teenager
- Pop Rocky

3. Nachfüll-Paket:
- Österreich
- Märchen
- Die Bibel

1985 wurde mit Wissens-Spektrum II. Na Sowas? eine neue Version des Spieles veröffentlicht, welche die Kategorien Deutsche Geschichte, Reisen, Die Welt der Motorisierung, Olympia, Teenager und Pop Rocky enthält. Diese Kategorien erscheinen zur gleichen Zeit auch in einer blauen Verpackung als Wissens-Spektrum II. Zu beiden Ausgaben wurden jeweils zwei Nachfüll-Pakete mit jeweils drei Fragenkategorien veröffentlicht, welche die sechs Wissensgebiete aus dem ursprünglichen Spiel enthielten. 
Zusätzlich gibt es noch eine überarbeitete Auflage des ursprünglichen Spieles, bei der die Fragen teilweise aktualisiert und verbessert wurden und eine Sonder-Ausgabe für Österreich, bei der die Kategorie Sport des Originalspiels durch die Kategorie Österreich ersetzt wurde.
1996 erschien eine Neuauflage des Spiels Wissens-Spektrum.

## Belege
1. 1 2 3  Spieleanleitung Wissens-Spektrum zum Download